# Legnago Salus
Legnago Salus (wł. Football Club Legnago Salus) – włoski klub piłkarski, mający siedzibę w mieście Legnago, w północnej części kraju, grający w rozgrywkach Serie D.

## Historia
Chronologia nazw:
- 1920: Unione Sportiva Legnaghese
- 1922: Unione Sportiva Legnaghese – po fuzji z Liberi Calciatori Legnago
- 1924: Liberi Calciatori Legnago
- 1926: klub rozwiązano
- 1926: Associazione Calcio Valerio Valery
- 1936: Associazione Calcio Legnago
- 1959: Unione Sportiva Salus Legnago – po fuzji z Unione Sportiva Salus
- 1962: Associazione Calcio Isothermo Legnago
- 1964: Associazione Calcio Legnago
- 1983: Associazione Calcio Legnago Salus
- 1987: Associazione Calcio Riello Legnago
- 1993: Associazione Calcio Legnago Salus
- 2011: Football Club Legnago Salus Società Sportiva Dilettantistica S.r.l.
- 2020: Football Club Legnago Salus S.r.l.

Klub sportowy US Legnaghese został założony w miejscowości Legnago w sierpniu 1920 roku. W sezonie 1920/21 zespół startował w mistrzostwach Promozione Veneto (D2), zdobywając mistrzostwo w grupie B, a potem w finale tytuł mistrza regionu oraz awans do Prima Categoria.
24 lipca 1921 roku, podczas zgromadzenia na którym przedstawiono Projekt Pozzo, plan reformy mistrzostw, który przewidywał zmniejszenie mistrzostw Pierwszej Dywizji Północnej do zaledwie 24 uczestników w porównaniu z 64 uczestnikami mistrzostw sezonu 1920/21, 24 największe włoskie kluby odłączyli się od FIGC, tworząc federację (CCI) i mistrzostwo (Prima Divisione, znane również jako Torneo delle 24). Klub zdecydował się pozostać w szeregach FIGC, zajmując w sezonie 1921/22 piąte miejsce w mistrzostwach Prima Categoria Veneta. W 1922 roku do klubu dołączył miejscowy rywal Liberi Calciatori, który brał udział w prowincjalnych mistrzostwach Werony organizowanych przez U.L.I.C. Przed rozpoczęciem sezonu 1922/23 ze względu na kompromis Colombo dotyczący restrukturyzacji mistrzostw, klub został zakwalifikowany do Seconda Divisione Lega Nord (D2), w których zajął czwarte miejsce w grupie D. W następnym sezonie 1923/24 spadł na ostatnie ósme miejsce w grupie D Seconda Divisione Lega Nord i został zdegradowany do rozgrywek lokalnych. Klub przyjął nazwę Liberi Calciatori i po wyjściu z FIGC kontynuował grę w prowincjalnych mistrzostwach Werony organizowanych przez U.L.I.C.
W 1926 klub zawiesił aktywność sportową i został rozwiązany. Natychmiast powstał Associazione Calcio Valerio Valery, klub zorganizowany przez faszystowskiego hierarcha Valerio Valeri, dowódcę Czarnej Brygady w Weronie. Zespołowi nadano imię wciąż żyjącej osoby, co nie było wówczas powszechne. Po reorganizacji systemu ligi w 1926 i wprowadzeniu najwyższej klasy, zwanej Divisione Nazionale klub startował w sezonie 1927/28 w Terza Divisione Veneto (D4). W sezonie 1929/30 po podziale najwyższej dywizji na Serie A i Serie B poziom Terza Divisione został zdegradowany do piątego stopnia. Sezon 1929/30 zakończył na pierwszym miejscu w grupie B, i potem awansował do finału, w którym przegrał 0:2 baraż o pierwsze miejsce w grupie D z Ponzianini Erranti, jednak otrzymując promocję do Seconda Divisione Veneto (D4). W sezonie 1934/35 zwyciężył najpierw w grupie B Seconda Divisione Veneto, a potem w finale regionu uplasował się na drugiej lokacie, zdobywając awans do Prima Divisione Veneto, który po wprowadzeniu Serie C w 1935 został czwartym poziomem ligowym. W 1936 roku nazwa klubu została zmieniona na AC Legnago. W 1944 startował w wojennych rozgrywkach Campionato III Zona Veneto, plasując się na szóstej pozycji w grupie A. 
Po zakończeniu II wojny światowej, drużyna wznowiła działalność i została zakwalifikowana do rozgrywek Serie C, zajmując w sezonie 1945/46 pierwsze miejsce w grupie C Serie C Alta Italia, a potem w półfinale trzecie miejsce w grupie A i pozostając w Serie C. Ale po dwóch sezonach zespół spadł do Promozione Veneto (D4). W 1952 po reorganizacji systemu lig Promozione został przemianowany na IV Serie. Po zakończeniu sezonu 1954/55 został na zdegradowany do Promozione Veneto (D5). W 1958 spadł na rok do Prima Divisione Veneto (D6). W 1959 roku do klubu dołączył Unione Sportiva Salus, po czym nazwa klubu została zmieniona na US Salus Legnago. W 1962 klub zmienił nazwę na AC Isothermo Legnago. W sezonie 1963/64 zwyciężył w grupie A Prima Categoria Veneto, a potem został mistrzem regionu po wygraniu 2:0, 0:1 z Schio, jednak zrezygnował z awansu do Serie D. W 1964 roku wrócił do nazwy AC Legnago. W 1971 ponownie zdobył promocję do Serie D, tym razem nie rezygnując z awansu. Przed rozpoczęciem sezonu 1978/79 Serie C została podzielona na dwie dywizje: Serie C1 i Serie C2, wskutek czego czwarta Serie D została obniżona do piątego poziomu. Ale po dwóch latach spadł do Promozione Veneto (D6), a rok później do Prima Categoria Veneto (D7). W 1983 klub przyjął nazwę AC Legnago Salus, a w 1987 roku AC Riello Legnago i wrócił do Promozione, który w 1991 zmienił nazwę na Eccellenza. W 1993 klub wrócił do nazwy AC Legnago Salus oraz awansował do Campionato Nazionale Dilettanti (D5). W 1999 piąty poziom ligowy po raz kolejny zmienił nazwę, tym razem na Serie D. W 2002 roku zespół został zdegradowany do Eccellenza Veneto, a w 2003 do Promozione Veneto (D7). W 2007 roku wrócił do Eccellenza Veneto.
W 2010 roku klub wrócił do Serie D, a w 2011 został przemianowany na FC Legnago Salus SSD. Przed rozpoczęciem sezonu 2014/15 wprowadzono reformę systemy lig, wskutek czego Serie D awansowała na czwarty poziom. Po zakończeniu sezonu 2019/20 klub zdobył awans do Serie C, a nazwa klubu została skrócona do FC Legnago Salus.

## Barwy klubowe, strój
|  |  |

Klub ma barwy biało-niebieskie. Zawodnicy domowe spotkania zazwyczaj grają w pasiastych pionowo biało-niebieskich koszulkach, niebieskich spodenkach oraz niebieskich getrach.

## Sukcesy

### Trofea międzynarodowe
Nie uczestniczył w rozgrywkach europejskich (stan na 31-05-2020).

### Trofea krajowe
| \| \| Zdobyte trofea w rozgrywkach Włoch (stan na: 31-08-2020) \| |                                                          |      |                  |
| Rozgrywki                                                         | Osiągnięcie                                              | Razy | Sezon(y)         |
| · Mistrzostwo                                                     | I miejsce                                                | 0    |                  |
| · Mistrzostwo                                                     | II miejsce                                               | 0    |                  |
| · Mistrzostwo                                                     | III miejsce                                              | 0    |                  |
| · Mistrzostwo                                                     | 5.miejsce                                                | 1    | 1921/22 (Veneto) |
| · Puchar                                                          | zdobywca                                                 | 0    |                  |
| · Puchar                                                          | finalista                                                | 0    |                  |
| II liga                                                           | I miejsce                                                | 1    | 1920/21 (Veneto) |
| II liga                                                           | II miejsce                                               | 0    |                  |
| II liga                                                           | III miejsce                                              | 0    |                  |
| Włochy                                                            | Zdobyte trofea w rozgrywkach Włoch (stan na: 31-08-2020) |      |                  |

- Serie C Alta Italia (D3):
  - mistrz (1x): 1945/46 (gr.C)
  - 3.miejsce (1x): 1945/46 (gr.A semifinali)

## Poszczególne sezony

### Rozgrywki międzynarodowe

#### Europejskie puchary
Nie uczestniczył w rozgrywkach europejskich.

### Rozgrywki krajowe
| \| Włochy \| Bilans występów klubu w rozgrywkach piłkarskich Włoch (Stan na 31 sierpnia 2020 r.) \| \| | |        |       |   |   |   |    |    |     |                                                                |        |        |      |
| Poziom                                                                                                 | Rozgrywki | Sezony | Mecze | Z | R | P | B+ | B– | Pkt | Lata                                                           | Awanse | Spadki | Naj. |
| I | Prima Categoria Veneto | 1      |       |   |   |   |    |    |     | 1921/22                                                        | 0      | 1      | 4    |
| II | Promozione Veneto, Seconda Divisione                                                                                               | 3      |       |   |   |   |    |    |     | 1920/21, 1922–1924                                             | 1      | 1      | 1    |
| III | Serie C | 3      |       |   |   |   |    |    |     | 1945–1948, od 2020                                             | 0      | 1      | 1    |
| IV | Terza Divisione, Seconda Divisione, Prima Divisione, Promozione, IV Serie, Serie D                                                 | 36     |       |   |   |   |    |    |     | 1927–1929, 1930–1944, 1948–1955, 1971–1978, 2014–2020          | 2      | 3      | 1    |
| V | Terza Divisione Veneto, Promozione Veneto, Campionato Dilettanti, Prima Categoria Veneto, Serie D, Campionato Nazionale Dilettanti | 31     |       |   |   |   |    |    |     | 1929/30, 1955–1958, 1959–1971, 1978–1980, 1993–2002, 2010–2014 | 3      | 3      | 1    |
| | Puchar Włoch | 0      |       |   |   |   |    |    |     |                                                                | 0      | 0      |      |
| Włochy                                                                                                 | Bilans występów klubu w rozgrywkach piłkarskich Włoch (Stan na 31 sierpnia 2020 r.)                                                |        |       |   |   |   |    |    |     |                                                                |        |        |      |

## Struktura klubu

### Stadion
Klub piłkarski rozgrywa swoje mecze domowe na Stadio Mario Sandrini w Legnago o pojemności 2152 widzów.

### Derby
- Bentegodi Verona
- Virtus Verona